# T.I. vs. T.I.P.
T.I. vs. T.I.P. ist das fünfte Studioalbum des US-amerikanischen Rappers T.I. Bereits in der ersten Woche verkaufte sich das Album in den USA knapp 470.000 mal und erreichte schon fast Gold-Status. Der Stil der Platte reicht vom typischen Südstaaten Hip-Hop bis hin zum Gangsta-Rap. Es erschien am 2. Juli 2007 in Großbritannien und einen Tag später in den Vereinigten Staaten.

## Entstehung
Zum Titel des Albums erklärte T.I., dass es „ein Kampf in ihm selber sei“. Den Namen „T.I.P.“ nimmt er dabei von sich selber, da es sein früheres Pseudonym war. Er hatte diesen Künstlernamen jedoch abgelegt, da sonst Verwechslungen zwischen ihm und dem ebenfalls US-amerikanischen Rapper Q-Tip entstehen könnten.
Auf seinem Album findet man Gastauftritte von berühmten Musikern wie Eminem, Busta Rhymes, Jay-Z, Nelly und Wyclef Jean.

## Titelliste
1. Act 1: T.I.P. (2:23)
2. Big Things Poppin’ (Do It) (4:48)
3. Raw (3:53)
4. You Know What It Is (feat. Wyclef Jean, 4:48)
5. Da Dopeman (5:10)
6. Watch What You Say To Me (feat. Jay-Z, 4:46)
7. Hurt (feat. Alfamega und Busta Rhymes, 4:51)
8. Act 2: T.I. (1:47)
9. Help Is Coming (4:26)
10. My Swag (feat. Wyclef Jean, 4:35)
11. We Do This (3:34)
12. Show It To Me (feat. Nelly, 3:19)
13. Don’t You Wanna Be High (4:00)
14. Touchdown (feat. Eminem, 4:43)
15. Act 3: T.I. vs. T.I.P. The Confrontation (1:47)
16. Tell ’Em I Said that (4:55)
17. Respect My Hustle (4:28)
18. My Type (4:50)

## Kommerzieller Erfolg

### Chartplatzierungen
| ChartsChartplatzierungen       | Höchstplatzierung | Wochen |
| ------------------------------ | ----------------- | ------ |
| Deutschland (GfK)              | 96 (1 Wo.)        | 1      |
| Schweiz (IFPI)                 | 59 (2 Wo.)        | 2      |
| Vereinigte Staaten (Billboard) | 1 (33 Wo.)        | 33     |

| ChartsJahrescharts (2007)      | Platzierung |
| ------------------------------ | ----------- |
| Vereinigte Staaten (Billboard) | 31          |

### Auszeichnungen für Musikverkäufe
| Land/Region               | Auszeichnungen für Musikverkäufe (Land/Region, Auszeichnung, Verkäufe) | Verkäufe  |
| ------------------------- | ---------------------------------------------------------------------- | --------- |
| Kanada (MC)               | Gold                                                                   | 50.000    |
| Vereinigte Staaten (RIAA) | Platin                                                                 | 1.000.000 |
| Insgesamt                 | 1× Gold · 1× Platin ·                                                  | 1.050.000 |